# Ptyelus subtactus
Ptyelus subtactus är en insektsart som beskrevs av Walker 1858. Ptyelus subtactus ingår i släktet Ptyelus och familjen spottstritar. Inga underarter finns listade i Catalogue of Life.